# Cerianthula ommanneyi
Espèce
Cerianthula ommanneyi est une espèce de cnidaires de la famille des Botrucnidiferidae.

## Systématique
Le nom valide complet (avec auteur) de ce taxon est Cerianthula ommanneyi Leloup, 1964.